# Флаг Островского района
Флаг Остро́вского муниципального района Костромской области Российской Федерации.

## Описание
«Флаг Островского района представляет собой прямоугольное зелёное полотнище с отношением ширины к длине 2:3, несущее вдоль древка синею полосу в 1/4 длины полотнища и воспроизводящее в центре зелёной части фигуру из герба района — стоящей девы — Снегурочки; высота изображения составляет 1/2 ширины полотнища».

## Обоснование символики
Флаг Островского района разработан на основе герба Островского района.
Центр Островского района — одно из древнейших поселений Костромской области, впервые упоминается в XIII веке как село Семёновское, затем Семёновское-Лапотное (эпитет Лапотное село получило за обширную торговлю лаптями — основной обувью крестьян) переименовано в честь великого русского драматурга А. Н. Островского жившего и работавшего в усадьбе Щелыково.
Именно Островский район Костромской области считается символической родиной Снегурочки.
Зелёное полотнище флага аллегорически говорит о том, что действие сказки происходило летом. Одежды Снегурочки выполнены в бело-голубых тонах, аллегорически символизирующих снег и лёд.
Зелёный цвет — символ весны, радости, надежды, природы.
Белый цвет (серебро) — символ веры, чистоты, искренности, чистосердечности, благородства, откровенности и невинности.
Голубой цвет — символ возвышенных устремлений, мышления, искренности и добродетели.
Жёлтый цвет (золото) — символ высшей ценности, величия, прочности, силы, великодушия.